# Familia (сеть магазинов)
Familia — российская розничная сеть формата off-price.
Бизнес-модель off-price, в которой работает Familia, позволяет[кому?]  предлагать оригинальные товары известных брендов со скидкой до 85 % от регулярной цены[обтекаемое выражение]. Компания закупает продукцию напрямую у владельцев торговых марок или компаний, имеющих права на реализацию остатков продукции. Ассортимент формируется из моделей коллекций прошлых сезонов, товаров из шоурумов и подиумов, при этом новые поступления происходят практически ежедневно. Требования к полноте размерного ряда или коллекции отсутствуют, поэтому вещи могут быть представлены в единственном экземпляре, а ассортимент каждого магазина отличается. В торговом зале товары сгруппированы по категориям и размерам, без деления на сезоны и фасоны.
Правообладатель торговой марки Familia: ООО «Максима групп».
Сеть Familia имеет около 500 магазинов в более чем 125 городах России, а также в Республике Беларусь. Общая торговая площадь сети составляет 507 тыс. квадратных метров. Компания управляет распределительным центром площадью свыше 40 тыс. квадратных метров в Московской области.